# San Diego Chargers 1964
La stagione 1964 dei San Diego Chargers è stata la quinta della franchigia nell'American Football League. La squadra non riuscì a bissare il titolo dell'anno precedente e terminò la stagione regolare con un bilancio di 8–5–1. San Diego faticò all'inizio e alla fine della stagione ma ebbe una striscia di sei vittorie consecutive nel mezzo, sufficiente per vincere la propria lega, in un'annata in cui le due squadre migliori della lega si trovavano nella Eastern division.
La difesa di San Diego fu tra le migliori della lega, con i defensive lineman Earl Faison ed Ernie Ladd che furono convocati per l'All-Star Game e i giovani defensive back Dick Westmoreland e Speedy Duncan che diedero il loro contributo, con il secondo che giocò anche come kick returner. In attacco il ricevitore Lance Alworth fu una figura centrale, con oltre 1.200 yard ricevute e 15 touchdown. Il quarterback veterano Tobin Rote fu rimosso da titolare nel corso della stagione, venendo sostituito da John Hadl. Nel frattempo, l'ex quarterback dei Chargers Jack Kemp giocò con i Buffalo Bills che batterono San Diego per tre volte, inclusa la finale di campionato. Alworth saltò quella partita a causa di un infortunio e running back Keith Lincoln fu estromesso dalla gara nel primo quarto dopo un pesante colpo subito da Mike Stratton. San Diego era in vantaggio per 7–0 prima dell'infortunio di Lincoln ma non segnò più e fu sconfitta per 20-7.

## Roster
| Roster dei San Diego Chargers nel 1964 |
| --- |
| Quarterback - 18 Tobin Rote QB - 21 John Hadl QB Running Back - 20 Gerry McDougall FB - 22 Keith Lincoln FB-K - 23 Paul Lowe HB - 24 Keith Kinderman FB Wide Receiver - 19 Lance Alworth FL - 29 Jerry Robinson E - 88 Don Norton E Tight End - 38 Jacque MacKinnon TE - 83 Dave Kocourek TE Offensive Linemen - 52 Don Rogers C - 61 Ernie Park G - 64 Pat Shea G - 65 Sam Gruneisen G - 72 Gary Kirner G-T - 74 Ron Mix T - 75 Ernie Wright T - 78 Walt Sweeney G Defensive Linemen - 76 Henry Schmidt DT - 77 Ernie Ladd DT - 79 George Gross DT - 85 Bob Petrich DE - 86 Earl Faison DE Linebacker - 30 Bob Horton LB - 50 Chuck Allen LB - 55 Frank Buncom LB - 82 Bob Mitinger LB - 89 Ron Carpenter LB Defensive Back - 25 Dick Westmoreland CB - 33 Kenny Graham S - 45 Speedy Duncan CB - 47 Bud Whitehead CB - 49 Jimmy Warren CB Special Team Lista delle riserve - 39 George Blair K-S (IR) - 56 Emil Karas LB - 57 Bobby Lane LB Squadra di allenamento - 27 Charlie McNeil S - 36 Dick Harris CB |
| Legenda - I rookie sono in corsivo. - Il primo ruolo è il principale mentre gli eventuali successivi indicano i ruoli secondari. - (IR) sta per Injured Reserve ed indica la lista ristretta per un solo giocatore infortunato che può tornare ad allenarsi dopo la settimana 6 e a rientrare in prima squadra dopo che questa ha giocato 8 partite. - (NF-Inj.) / (NF-Ill.) stanno rispettivamente per Non-Football Injured e Non-Football Illness ed indicano le liste dove viene inserito un giocatore che ha un infortunio o una malattia non dipendente dal football americano. - (PUP) sta per Physically Unable to Perform ed indica la lista dove viene inserito un giocatore mentre è in attesa di recuperare la condizione fisica. Nella stagione regolare dopo la sesta partita giocata dalla propria squadra, il giocatore ha tempo tre settimane per riprendere ad allenarsi, più tre settimane aggiuntive dal suo rientro agli allenamenti per rientrare in prima squadra.                       |

## Calendario

### Stagione regolare
| Stagione regolare                                             |                    |                       |                    |                    |                      |                    |                    |
| Turno                                                         | Data               | Avversario            | Risultato          | Record             | Stadio               | Pubblico           | Sintesi            |
| 1                                                             | 12 settembre       | Houston Oilers        | V 27–21            | 1–0                | Balboa Stadium       | 22,632             | Recap              |
| 2                                                             | 20 settembre       | Boston Patriots       | S 28–33            | 1–1                | Balboa Stadium       | 20,568             | Recap              |
| 3                                                             | 26 settembre       | at Buffalo Bills      | S 3–30             | 1–2                | War Memorial Stadium | 40,167             | Recap              |
| 4                                                             | 3 ottobre          | at New York Jets      | P 17–17            | 1–2–1              | Shea Stadium         | 46,828             | Recap              |
| 5                                                             | 9 ottobre          | at Boston Patriots    | V 26–17            | 2–2–1              | Fenway Park          | 35,095             | Recap              |
| 6                                                             | 18 ottobre         | Denver Broncos        | V 42–14            | 3–2–1              | Balboa Stadium       | 23,332             | Recap              |
| 7                                                             | 25 ottobre         | at Houston Oilers     | V 20–17            | 4–2–1              | Jeppesen Stadium     | 21,671             | Recap              |
| 8                                                             | 1 novembre         | Oakland Raiders       | V 31–17            | 5–2–1              | Balboa Stadium       | 25,557             | Recap              |
| 9                                                             | 8 novembre         | at Denver Broncos     | W 31–20            | 6–2–1              | Bears Stadium        | 19,670             | Recap              |
| 10                                                            | 15 novembre        | at Kansas City Chiefs | V 28–14            | 7–2–1              | Municipal Stadium    | 19,792             | Recap              |
| 11                                                            | Settimana di pausa | Settimana di pausa    | Settimana di pausa | Settimana di pausa | Settimana di pausa   | Settimana di pausa | Settimana di pausa |
| 12                                                            | 26 novembre        | Buffalo Bills         | S 24–27            | 7–3–1              | Balboa Stadium       | 34,865             | Recap              |
| 13                                                            | 6 dicembre         | New York Jets         | V 38–3             | 8–3–1              | Balboa Stadium       | 25,753             | Recap              |
| 14                                                            | 13 dicembre        | Kansas City Chiefs    | S 6–49             | 8–4–1              | Balboa Stadium       | 26,562             | Recap              |
| 15                                                            | 20 dicembre        | at Oakland Raiders    | S 20–21            | 8–5–1              | Frank Youell Field   | 20,124             | Recap              |
| Nota: gli avversari della propria division sono in grassetto. |                    |                       |                    |                    |                      |                    |                    |

### Playoff
| Playoff |             |               |           |                      |        |          |
| Turno   | Data        | Avversario    | Risultato | Record               | Stadio | Pubblico |
| Finale  | 26 dicembre | Buffalo Bills | S 20-7    | War Memorial Stadium | 40.242 | Recap    |